# Dhigurah (Shaviyani-atol)
Dhigurah is een van de onbewoonde eilanden van het Shaviyani-atol behorende tot de Maldiven.